# چمبر، پاکستان
چمبر (به انگلیسی: Chambar) یک منطقهٔ مسکونی در پاکستان است که در ناحیه تندو الله‌یار واقع شده‌است. چمبر ۱۱ متر بالاتر از سطح دریا واقع شده‌است.